# Yuhana Yokoi
Yuhana Yokoi (横井 ゆは菜 Yukoi Yuhana?,  Nagoya, Japón, 19 de mayo de 2000) es una patinadora artística sobre hielo japonesa. Ganadora del Campeonato Nacional Júnior 2019, ganadora de la Copa Challenge International de 2019 y medallista de bronce del Grand Prix Júnior de Armenia 2018.

## Carrera
Yokoi nació el 19 de mayo de 2000 en la ciudad de Nagoya, prefectura de Aichi. Actualmente estudia en la Universidad Chukyo. Comenzó a patinar en el año 2008 y es admiradora de Akiko Suzuki, quien ha coreografiado alguno de sus programas. Ganó la medalla de plata del Trofeo de Gardena 2013, su primera competición internacional. En su participación en el Campeonato Nacional Júnior de 2013 finalizó en el lugar 12 con 177.40 puntos. En el Campeonato Nacional Júnior de 2014 no alcanzó la final al obtener el lugar 26 del programa corto con 41.27 puntos. En el Campeonato Nacional Júnior de 2015 ganó la medalla de bronce con un total de 177.40 puntos, logró el cuarto lugar en el programa corto y tercero en el libre. Su debut internacional en la serie del Grand Prix Júnior fue en la prueba de Riga, en Letonia; donde obtuvo bajas calificaciones en ambos programas y se ubicó en el quinto puesto general con 169.59 puntos. Su participación en el Campeonato Nacional de Japón 2017 en nivel śenior terminó con el octavo lugar general. Debutó en el Campeonato Mundial Júnior de 2018, celebrado en Sofía, Bulgaria, donde logró el sexto lugar general.
En la temporada 2018-2019, Yokoi participó en la serie del Grand Prix Júnior, fue asignada a las pruebas de Bratislava y Armenia, donde obtuvo el sexto y tercer lugar respectivamente. Participó en el Campeonato Nacional Júnior de 2018, donde se ubicó en primer lugar en los programas corto y libre, sus puntuación sumó 181.84 puntos y ganó la medalla de oro, fue su primer título nacional en nivel júnior. En el nivel sénior del mismo campeonato se ubicó en el séptimo lugar general. En marzo de 2019, su segunda participación en el Campeonato Mundial Júnior la dejó con bajas notas en sus programas corto y libre, finalizó en el noveno lugar general con 170.17 puntos.

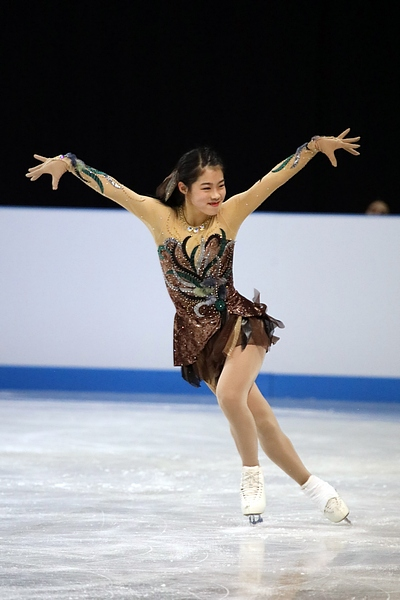
Yokoi en el Campeonato Mundial Júnior de 2018.

## Programas
| Temporada | Programa corto                                                          | Programa libre |
| --------- | ----------------------------------------------------------------------- | --- |
| 2018–2019 | - El rey león (banda sonora) de Hans Zimmer coreografía de Miho Kawaume | - El fantasma de la ópera de Andrew Lloyd Webber coreografía de Miho Kawaume                                                                                       |
| 2017–2018 | - El rey león de Hans Zimmer coreografía de Miho Kawaume                | - Burlesque - You Haven't Seen the Last of Me de Cher - Welcome to Burlesque de Cher - Show Me How You Burlesque de Christina Aguilera coreografía de Akiko Suzuki |
| 2014–2015 | - Masquerade: Vals de Aram Jachaturián coreografía de Yuko Hongo        | - Gypsy music coreografía de Yuko Hongo |

## Resultados detallados
| Temporada 2018–2019        | Temporada 2018–2019                      | Temporada 2018–2019 | Temporada 2018–2019 | Temporada 2018–2019 | Temporada 2018–2019 |
| Fecha                      | Evento                                   | Nivel               | Programa corto      | Programa libre      | Total               |
| -------------------------- | ---------------------------------------- | ------------------- | ------------------- | ------------------- | ------------------- |
| 4–10 de marzo de 2019      | Campeonato Mundial Júnior de 2019        | Júnior              | 18 51.61            | 8 118.56            | 9 170.17            |
| 21–24 de febrero de 2019   | Copa Challenge International 2019        | Júnior              | 1 53.63             | 1 126.27            | 1 179.90            |
| 20–24 de diciembre de 2018 | Campeonato Nacional de Japón 2018        | Sénior              | 6 66.27             | 6 130.10            | 7 196.37            |
| 23–25 de noviembre de 2018 | Campeonato Nacional Júnior de Japón 2018 | Júnior              | 1 61.86             | 1 119.98            | 1 181.84            |
| 10–13 de octubre de 2018   | ISU Grand Prix Júnior de Armenia 2018    | Júnior              | 6 57.62             | 2 126.47            | 3 184.09            |
| 22–25 de agosto de 2018    | ISU Grand Prix Júnior de Eslovaquia 2018 | Júnior              | 9 51.65             | 2 121.50            | 6 173.15            |
| Temporada 2017–2018        |                                          |                     |                     |                     |                     |
| Fecha                      | Evento                                   | Nivel               | Programa corto      | Programa libre      | Total               |
| 5–11 de marzo de 2018      | Campeonato Mundial Júnior de 2018        | Júnior              | 8 59.81             | 4 124.97            | 6 184.78            |
| 22–25 de febrero de 2018   | Copa Challenge International 2018        | Júnior              | 4 54.09             | 2 115.62            | 2 169.71            |
| 20–24 de diciembre de 2017 | Campeonato Nacional de Japón 2017        | Sénior              | 9 62.68             | 6 130.31            | 8 192.99            |
| 24–26 de noviembre de 2017 | Campeonato Nacional Júnior de Japón 2017 | Júnior              | 7 56.89             | 3 116.08            | 4 172.97            |
| 6–9 de septiembre de 2017  | ISU Grand Prix Júnior de Letonia 2017    | Júnior              | 5 55.19             | 3 114.40            | 5 169.59            |
| Temporada 2016–2017        |                                          |                     |                     |                     |                     |
| Fecha                      | Evento                                   | Nivel               | Programa corto      | Programa libre      | Total               |
| 18–20 de noviembre de 2016 | Campeonato Nacional Júnior de Japón 2016 | Júnior              | 10 52.28            | 7 110.56            | 8 162.84            |
| Temporada 2015–2016        |                                          |                     |                     |                     |                     |
| Fecha                      | Evento                                   | Nivel               | Programa corto      | Programa libre      | Total               |
| 24 de diciembre de 2015    | Campeonato Nacional Júnior de Japón 2015 | Júnior              | 4 60.16             | 3 117.24            | 3 177.40            |
| Temporada 2014–2015        |                                          |                     |                     |                     |                     |
| Fecha                      | Evento                                   | Nivel               | Programa corto      | Programa libre      | Total               |
| 22 de noviembre de 2014    | Campeonato Nacional de Japón 2014        | Júnior              | 26 41.27            |                     | 26 41.27            |